# Ontzettend Leiden
Ontzettend Leiden is een stichting in Nederland ter promotie van het Leidse muziekleven.

## Geschiedenis
Uit ergernis over het spaaklopen van diverse muziekprojecten in Leiden, zoals de sluiting van het Muziekhuis aan de Middelste Gracht, besloot Tim Griffioen, die actief was in de programmering van concertzaal LVC, in 2004 een stichting op te richten ter promotie van de lokale popscene. De stichting werd Ontzettend Leiden genoemd, een verbastering van Leidens Ontzet.
Sinds 2005 organiseert de stichting jaarlijks een tweedaags festival in het LVC, waar Leidse bands zich kunnen presenteren. Daarnaast wordt dit festival ondersteund door de uitgave van een cd. Deze cd's worden tegen kostprijs (5 euro) in eigen beheer uitgebracht en verspreid in diverse Leidse platenzaken, zoals Plato en Velvet Music.
Een ander project van Ontzettend Leiden is de bandpromotie. Ieder jaar krijgen vier bands met leden in de leeftijd van 14 tot 18 jaar de kans om zich te bewijzen. De muzikanten krijgen opnametijd aangeboden in een geluidsstudio en coaching bij het schrijven van nummers. Daarbij krijgen de bands ook zakelijke ondersteuning en een fotoshoot aangeboden.

## 2005
De deelnemende bands van Ontzettend Leiden 2005 waren:
| - Germen - Panic In Detroit - King Louie - Poor Man Friend - Kraak & Smaak - Jim Wake And Sleepwalker - Mimezine | - Seeus - Frozen - Dj Muze.sick Feat. Filthy - Glossy Jesus - Lilli White - Soccer Committee - The Official Party Line | - Oak - Skapiche?! - Disconnect - Naar Verluidt - Joyfalds - Alister - Ska-d-lite |

De deelnemers aan de bandcoaching waren:
- Cheap Thrills
- Cut Here
- Noctophyle
- 4ces

## 2006
De deelnemende bands van Ontzettend Leiden 2006 waren:
| - Absent Minded - Koel - Griffin - The George Experience - Cry Ugly - Meilof - Alankara - Xavier Baudet | - ID - Kitty Contana - Joyfalds - B-Confident - The Dead Rudolfs - 1OP1 - Jimmyhat | - Trenchcoat - Daily Fire - Lara Stanisic - Keyz - Olivier's Army - The Heights - Merijn Tinga |

De deelnemers aan de bandcoaching waren:
- The Pleasure Principle
- !RyThem
- GO TV
- Without Mango

## 2007
De deelnemende bands van Ontzettend Leiden 2007 waren:
| - theFringe - Dusk - Kraak & Smaak - Hospital Bombers - We Shot John Wayne - Rene SG - Dubwise - The Dead Rudolfs | - Karma's Kitchen - Aux Raus - Poor Man Friend Feat Billy - Bag Lady - Phoney - The Heights - Junior Eats Alone | - Spaug - Sun - Koel - Apocrypha - Boya - Olivier's Army - The Moi Non Plus |

De deelnemers aan de bandcoaching waren:
- 4 Some
- Illusionless
- CQ
- Last Gear

## 2008
De deelnemende bands van Ontzettend Leiden 2008 waren:
| - Falling Leo - Pollution - El Legamo - Apehanger - Kensington - New Age Peasants - The Dead Rudolfs - Glossy Jesus - AC Berkheimer - Without Mango - New Age Peasants | - Hospital Bombers - We Shot John Wayne - Soccer Committee Machinefabriek - TheFringe - Rythem - Trenchcoat - PaPeDon GuFus - Venus Flytrap - Fivelastwords - Kangaroo Dynasty - Spooner | - Renske Taminiau - Olivier's Army - Gils Go Wild - Karma's Kitchen - Long Conversations and the Closet Orchestra - Dr. Dynamite - Junior Eats Alone - Klavan - GoTV - Panic In Detroit |